# Plasmaticus
Plasmaticus là một chi bướm đêm thuộc họ Noctuidae.